# Матур, Беджан
Беджан Матур (тур. Bejan Matur; род. 14 сентября 1968, Кахраманмараш) — турецкая поэтесса, журналистка, телеведущая, путешественница.

## Биография
Из семьи курдов-алевитов, дома говорили по-курдски. Училась на тюркском языке: окончила лицей-интернат в Газиантепе, затем — юридический факультет Анкарского университета, но по специальности почти не работала. Ещё студенткой начала публиковать стихи в журналах, первую поэтическую книгу опубликовала в 1996, пишет на турецком. Регулярно печатает статьи в популярной газете Заман и её англоязычном варианте Заман сегодня. Ведёт на телевидении программу ATLAS. Много путешествует. Проживает в Стамбуле.

## Книги
- Ветер, воющий в домах/ Rüzgâr Dolu Konaklar (1996, нем. пер. 2006, кит. пер. 2011)
- В Его пустыне/ Onun Çölünde (2002, каталан. пер. 2012)
- Ayın Büyüttüğü Oğullar (2002, переизд. 2011)
- In the Temple of a Patient God (2003, избранное в переводе на английский)
- İbrahim’in Beni Terk Etmesi (2008, на англ. яз. 2012)
- Врата Востока: Диярбакыр/ Doğunun Kapısı: Diyarbakır (2009, с фотографиями)
- Море судьбы/ Kader Denizi (2010)
- Dağın Ardına Bakmak (2011, книга очерков и интервью о турецко-курдском конфликте)

## Признание
Лауреат нескольких национальных премий. Стихи переведены на 17 языков, включая китайский.